# ۵ رمضان
۵ رمضان، پنجمین روز از ماه رمضان در تقویم هجری قمری است.
در تقویم هجری قمری قراردادی این روز دویست و چهل و یکمین روز سال است.

## رویدادها
- تحصن مردم اصفهان در منزل آیت‌الله سید حسین خادمی مصادف با ۲۰ مرداد ۱۳۵۷ [۱]